# Wolseley 16/60
La 16/60 è una variante meglio rifinita della Morris Oxford Farina, prodotta dalla British Motor Corporation tra il 1961 ed il 1971 e commercializzata col marchio Wolseley.
Disponibile unicamente con carrozzeria berlina 4 porte la Wolseley 16/60 si distingueva dal modello d'origine unicamente per il frontale ridisegnato (secondo i canoni Wolseley) e le finiture più curate. Non c'erano, rispetto alla Oxford Farina, modifiche tecniche (nemmeno potenziamenti al motore, che rimaneva il noto 1622cm³ da 61cv).
Commercialmente la 16/60, lanciata nel 1961 ad un prezzo di £ 993 si posizionava sopra la Oxford Farina (proposta, lo stesso anno, a £ 869), ma sotto alla Riley 4/72 (che costava £ 1.088).
In tutto sono stati costruiti 63.082 esemplari di Wolseley 16/60.